# Bourse synoviale cervicale
Les bourses synoviales cervicales sont des cavités fermées constituée de tissu conjonctif et contenant du liquide synovial, lubrifiant facilitant le glissement des organes (muscles, tendons) auxquels elle est annexée situées dans la région du cou. 
Ce sont 
- la bourse subcutanée de la proéminence laryngienne,
- la bourse infra-hyoïdienne,
- la bourse rétrohyoïdienne.

## Bourse subcutanée de la proéminence laryngienne
La bourse subcutanée de la proéminence laryngienne (ou bourse sous-cutanée du tubercule thyroïdien) est la bourse synoviale située entre la peau et la proéminence laryngée du cartilage thyroïde.

## Bourse infra-hyoïdienne
La bourse infra-hyoïdienne (ou bourse sous-hyoïdienne) est la bourse synoviale située sous le bord inférieur de l'os hyoïde.

## Bourse rétrohyoïdienne
La bourse rétrohyoïdienne (ou bourse de l'os hyoïde ou bourse séreuse de Boyer) est la bourse synoviale située sous l'os hyoïde entre la membrane thyroïdienne et les muscles du larynx.